# Hospital 12 de Octubre metróállomás
Hospital 12 de Octubre metróállomás Spanyolország fővárosában, Madridban a madridi metró 3-as vonalán.

## Metróvonalak
Az állomást az alábbi metróvonalak érintik:
- 3-as metróvonal

## Kapcsolódó állomások
A metróállomáshoz az alábbi állomások vannak a legközelebb:
- Almendrales (Moncloa, 3-as metróvonal)
- San Fermín-Orcasur (Villaverde Alto, 3-as metróvonal)